# 诺加罗莱维琴蒂诺
诺加罗莱维琴蒂诺（義大利語：Nogarole Vicentino），是意大利威尼托大区维琴察省的一个市镇。总面积9平方公里，人口1114人，人口密度123.8人/平方公里（2009年）。国家统计（ISTAT）代码为024072。